# Sharon Amiet
Sharon Amiet, coniugata Deacon (Korumburra, 30 novembre 1957), è un'ex cestista australiana.

## Carriera
Con l'Australia ha disputato due edizioni dei Campionati del mondo (1979, 1983).